# WWHL
WWHL（Western Women's Hockey League）は、カナダを中心とする北米で開かれている女子プロアイスホッケーリーグである。

## 歴史
2004年発足。
2006年にNWHLに吸収され、同リーグの西地区として再編される予定であったが、頓挫（NWHLはその後崩壊し、後継としてCWHLが発足された）。
2007年よりCHWLのチャンピオンとの間で「クラークソン・カップ」（スタンレー・カップの女子版、2008年まではエッソ・ウィミンズ・ナショナルズ）が行われている。
その後、WWHLは崩壊したが、クラークソン・カップはCWHLに引き継がれている。実際、CWHLも2019年で廃止となり、2020年現在女子プロリーグは2015年発足のNWHL (前者のNWHLとは関係がない。) のみである。

## 参加チーム
- マニトバ・メイプルリーフス
- ミネソタ・ホワイトキャップス

### 過去のチーム
- カルガリー・オーバルエクストリーム 2003-2009
- エドモントン・チーモス 2003-2011
- ブリティッシュコロンビア・ブレイカーズ 2004-2009
- ストラスモア・ロッキーズ 2006-2011

## 歴代優勝チーム
- 2004年 - サスカチュワン・プレイリー
- 2005年 - カルガリー・オーバルエクストリーム
- 2006年 - カルガリー・オーバルエクストリーム
- 2007年 - カルガリー・オーバルエクストリーム
- 2008年 - カルガリー・オーバルエクストリーム
- 2009年 - ミネソタ・ホワイトキャップス
- 2010年 - ミネソタ・ホワイトキャップス
- 2011年 - ミネソタ・ホワイトキャップス